# Lilim

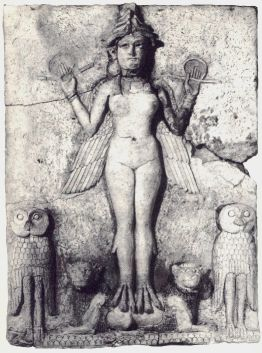
Lilith, la diosa y madre de los lilim se confundía con Ishtar.

Las lilim son, según la mitología hebrea, demonios femeninos (súcubos) hijas de Lilith, primera esposa de Adán, quien dio a luz a infinidad de seres demoniacos (tales como seres vampiricos y demonios). Lilit, creada antes que Eva, encarna a la belleza maligna así como a la madre del adulterio y de la fornicación pasional.
Algunos de estos demonios lilim, como Lilu, eran espíritus errantes, de sexo femenino, equivalentes a la figura del vampiro y el súcubo. A la misma clase de demonios pertenecen Idlu Lilu y Artad Lili, existentes también en la mitología acadia y sumeria. 
Los lilim son descritos como "seres cubiertos de pelo" que mataban a todos los niños menores de ocho días aún incircuncisos, por lo que eran muy temidos. Según la leyenda, esto es consecuencia de la venganza de Lilith, por haberle asesinado a 100 hijos al día a manos de los arcángeles de Yahvé.

## Lilit

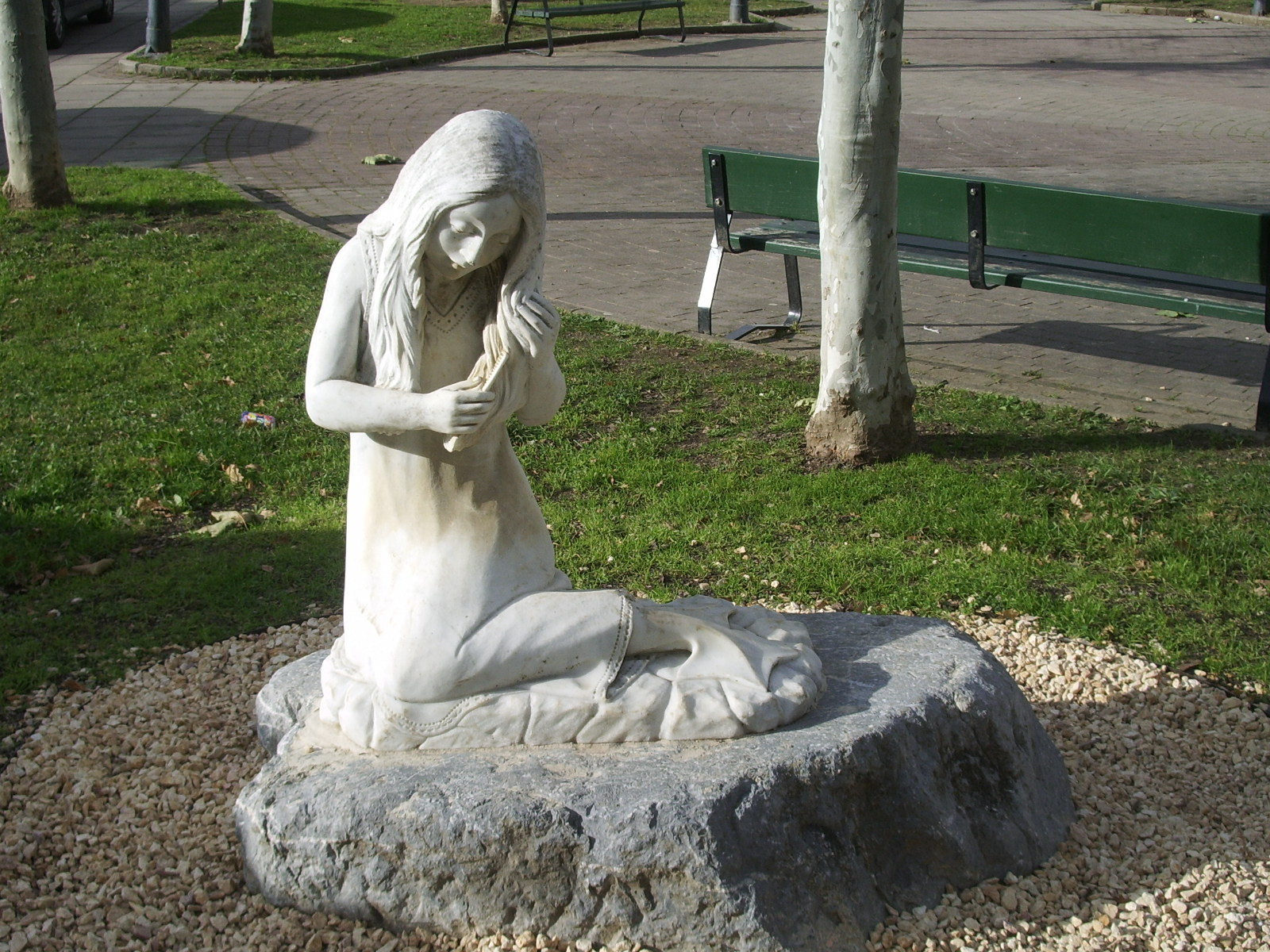
Escultura de Lilith.

Lilit o Lilith fue la primera mujer del Jardín del Edén. Creada de barro, del mismo barro con el que fue creado Adán, Lilith se sentía igual a éste por lo que se ofendía cuando Adán la obligaba a colocarse bajo él para tener relaciones sexuales.[cita requerida]
Cuando Adán trató de tener relaciones con ella, Lilith se negó a permanecer en una postura pasiva en las relaciones sexuales ya que afirmaba haber nacido de la misma manera que Adán y que era igual que él, ella exigía poder elegir, Lilith enfureció, pronunció el nombre de Yahvé, elevándose entonces por los aires y abandonando el paraíso. Se trasladó al Mar Rojo (hogar de miles de demonios) y se convirtió en la amante de Asmodeo. Fruto de las relaciones que mantuvieron, nacieron los lilims. 
Lilith se convirtió en un demonio súcubo que seducía a los hombres mientras dormían y les chupaba la sangre, aparte de engendrar semi-demonios a partir del semen derramado por los hombres. 
En la Biblia se menciona a Lilith[cita requerida], pero se tradujo por Lamia: «Los gatos salvajes se juntarán con hienas y un sátiro llamará al otro; también allí reposará Lamia y en él encontrará descanso». 
En los cuentos e historias populares búlgaras, Lamia es una misteriosa criatura con varias cabezas, que puede regenerarlas si se las cortan (como la Hidra de Lerna). Se alimenta de la sangre de los humanos. Mataba mujeres jóvenes para realzar su belleza y, así, poder seducir a los hombres. Este súcubo atormentaba a menudo a los poblados y se la podía encontrar en cuevas o en el subsuelo.
En algunas historias tiene alas y en otras su aliento es de fuego. 
Lilith o Lamia no tiene sexo en realidad, pero tiene cuerpo femenino.